# Österreichischer Volleyball-Cup 2014/15 (Frauen)
Der Österreichische Volleyball-Cup der Frauen wurde in der Saison 2014/15 vom Österreichischen Volleyballverband zum 35. Mal ausgespielt und begann am 27. September 2014 mit der ersten Runde und endete am 30. Jänner 2015. Der Pokal ging an die SG SVS Post.

## Teilnehmende Mannschaften
Für den österreichischen Volleyball-Cup haben sich anhand der Teilnahme der Ligen der Saison 2014/15 folgende 27 Mannschaften, die nach der Saisonplatzierung der 1. Bundesliga 2013/14, der 2. Bundesliga Ost 2013/14, 2. Bundesliga Süd 2013/14 und der 2. Bundesliga West 2013/14 geordnet sind, qualifiziert. Teams, die als durchgestrichen gekennzeichnet sind, nahmen am Wettbewerb aus diversen Gründen nicht am Wettbewerb teil oder sind die erste Mannschaften und spielten daher nicht um den Pokal mit. Weiters konnten noch der Landescupsieger, der Landesmeister oder deren Vertreter der Saison 2013/14 teilnehmen.
| 1. Bundesliga (10) | 1. Bundesliga (10) | 1. Bundesliga (10) | 2. Bundesliga Meisterrunde (5) | 2. Bundesliga Meisterrunde (5) | 2. Bundesliga Meisterrunde (5) |
| --- | --- | --- | --- | --- | --- |
| - SG SVS Post (NÖ) (M) (C) - ASKÖ Linz Steg (OÖ) - UVC Graz (ST) - PSV VBG Salzburg (S) - ATSC Wildcats Klagenfurt (K) - TI-volley (T) - VC Tirol (T) - SG SVS Sokol (NÖ) - SG UVF Melk (NÖ) - SG WSV Eisenerz/VBV Trofaiach (ST) - TSV Hartberg (ST) - SG VT Roadrunners Wien (W) (N) | - SG SVS Post (NÖ) (M) (C) - ASKÖ Linz Steg (OÖ) - UVC Graz (ST) - PSV VBG Salzburg (S) - ATSC Wildcats Klagenfurt (K) - TI-volley (T) - VC Tirol (T) - SG SVS Sokol (NÖ) - SG UVF Melk (NÖ) - SG WSV Eisenerz/VBV Trofaiach (ST) - TSV Hartberg (ST) - SG VT Roadrunners Wien (W) (N) | - SG SVS Post (NÖ) (M) (C) - ASKÖ Linz Steg (OÖ) - UVC Graz (ST) - PSV VBG Salzburg (S) - ATSC Wildcats Klagenfurt (K) - TI-volley (T) - VC Tirol (T) - SG SVS Sokol (NÖ) - SG UVF Melk (NÖ) - SG WSV Eisenerz/VBV Trofaiach (ST) - TSV Hartberg (ST) - SG VT Roadrunners Wien (W) (N) | - VBK Klagenfurt (K) - SG Prinz Brunnenbau Volleys (OÖ) - Union West-Wien (W) - VC Dornbirn (V) - Union Güssing (B) - VC Mils (T)                                                                | - VBK Klagenfurt (K) - SG Prinz Brunnenbau Volleys (OÖ) - Union West-Wien (W) - VC Dornbirn (V) - Union Güssing (B) - VC Mils (T) | - VBK Klagenfurt (K) - SG Prinz Brunnenbau Volleys (OÖ) - Union West-Wien (W) - VC Dornbirn (V) - Union Güssing (B) - VC Mils (T) |
| Frühjahrsdurchgang | | | | | |
| 2. Bundesliga Ost (4) | 2. Bundesliga Ost (4) | 2. Bundesliga Süd (5) | 2. Bundesliga Süd (5) | 2. Bundesliga West (2) | 2. Bundesliga West (2) |
| - SG SU Hotvolleys Ybbs-Melk (NÖ) - UVC Mank (NÖ) (N) - Union volleyteam Südstadt (NÖ) - Union Langenlebarn (NÖ) - ASKÖ Linz Steg II (OÖ) - Union ADM Linz (OÖ) (N) | - SG SU Hotvolleys Ybbs-Melk (NÖ) - UVC Mank (NÖ) (N) - Union volleyteam Südstadt (NÖ) - Union Langenlebarn (NÖ) - ASKÖ Linz Steg II (OÖ) - Union ADM Linz (OÖ) (N) | - ATSE Graz (ST) - ATSC Wildcats Klagenfurt II (K) - SV ASKÖ Villach (K) (N) - VBK Wolfsberg (K) und - UVC Graz II (ST) - SK Aich/Dob (K) - Sportunion Leibnitz (ST) - TUS Volleys Feldbach (ST)                                                                                       | - ATSE Graz (ST) - ATSC Wildcats Klagenfurt II (K) - SV ASKÖ Villach (K) (N) - VBK Wolfsberg (K) und - UVC Graz II (ST) - SK Aich/Dob (K) - Sportunion Leibnitz (ST) - TUS Volleys Feldbach (ST) | - TV Oberndorf (S) - TI-volley II (T) - SU inzingvolley (T) - SG Wels Volleys (OÖ)                                                | - TV Oberndorf (S) - TI-volley II (T) - SU inzingvolley (T) - SG Wels Volleys (OÖ)                                                |
| Landescupsieger und Landesmeister (1) | | | | | |
| - SSV HIB Liebenau | | | | | |
| Erläuterungen Länderkürzel: (B): Burgenland, (K): Kärnten, (OÖ): Oberösterreich, (NÖ): Niederösterreich, (S): Salzburg, (ST): Steiermark, (T): Tirol, (W): Wien, (V): Vorarlberg | | | | | |

| (M) | amtierender Meister      |
| (C) | amtierender Cupsieger    |
| (N) | Neuaufsteiger der Saison |

## Turnierverlauf

### Vorrunde
| Datum             | Team 1                      | Team 2           | Ergebnis                                |
| ----------------- | --------------------------- | ---------------- | --------------------------------------- |
| 27.09.2014, 15:30 | TV Oberndorf                | VC Dornbirn      | 1:3 (10:25, 25:23, 22:25, 14:25)        |
| 27.09.2014, 17:00 | VC Mils                     | PSV VBG Salzburg | 0:3 (12:25, 24:26, 11:25)               |
| 27.09.2014, 18:00 | Union ADM Linz              | SG UVF Melk      | 0:3 (11:25, 23:25, 14:25)               |
| 27.09.2014, 18:00 | TUS Volleys Feldbach        | SSV HIB Liebenau | 3:0 (25:13, 25:18, 25:17)               |
| 27.09.2014, 19:00 | VBK Klagenfurt              | UVC Graz         | 0:3 (15:25, 23:25, 21:25)               |
| 27.09.2014, 19:00 | UVC Mank                    | Union West-Wien  | 3:2 (15:25, 25:19, 27:25, 18:25, 15:10) |
| 27.09.2014, 19:00 | SG Prinz Brunnenbau Volleys | ASKÖ Linz Steg   | 3:2 (17:25, 25:16, 25:27, 25:17, 15:9)  |
| 28.09.2014, 11:00 | SV ASKÖ Villach             | VBK Wolfsberg    | 3:0 (25:18, 25:18, 25:13)               |
| 02.10.2014, 19:30 | SU inzingvolley             | TI-volley        | 1:3 (25:17, 8:25, 17:25, 9:25)          |
| 04.10.2014, 18:30 | SG SU Hotvolleys Ybbs-Melk  | SG SVS Post      | 0:3 (22:25, 16:25, 21:25)               |
| 09.10.2014, 19:15 | ATSE Graz                   | TSV Hartberg     | 0:3 (9:25, 15:25, 21:25)                |

### Achtelfinale
Folgende fünf Vereine stiegen in das Achtelfinale ein:
ATSC Wildcats Klagenfurt, Sportunion Leibnitz, Union volleyteam Südstadt, VC Tirol und SG Eisenerz/Trofaiach.
| Datum             | Team 1                      | Team 2                   | Ergebnis                         |
| ----------------- | --------------------------- | ------------------------ | -------------------------------- |
| 09.11.2014, 13:00 | UVC Mank                    | TI-volley                | 0:3 (15:25, 15:25, 16:25)        |
| 09.11.2014, 13:00 | SG Prinz Brunnenbau Volleys | VC Dornbirn              | 3:0 (25:17, 25:11, 25:19)        |
| 09.11.2014, 15:00 | Sportunion Leibnitz         | VC Tirol                 | 0:3 (21:25, 13:25, 11:25)        |
| 09.11.2014, 16:00 | SV ASKÖ Villach             | SG Eisenerz/Trofaiach    | 1:3 (20:25, 23:25, 25:21, 18:25) |
| 09.11.2014, 17:00 | Union volleyteam Südstadt   | ATSC Wildcats Klagenfurt | 0:3 (18:25, 12:25, 10:25)        |
| 09.11.2014, 18:30 | TUS Volleys Feldbach        | SG SVS Post              | 0:3 (2:25, 15:25, 10:25)         |
| 14.11.2014, 20:00 | SG UVF Melk                 | UVC Graz                 | 1:3 (18:25, 25:21, 17:25, 20:25) |
| 16.11.2014, 11:30 | TSV Hartberg                | PSV VBG Salzburg         | 3:1 (keine Information)          |

### Viertelfinale
| Datum             | Team 1                      | Team 2                | Ergebnis                               |
| ----------------- | --------------------------- | --------------------- | -------------------------------------- |
| 07.12.2014, 18:30 | TSV Hartberg                | VC Tirol              | 3:1 (25:10, 25:18, 22:25, 25:21)       |
| 08.12.2014, 16:00 | ATSC Wildcats Klagenfurt    | TI-volley             | 3:2 (23:25, 22:25, 25:20, 25:17, 15:5) |
| 08.12.2014, 16:00 | SG Prinz Brunnenbau Volleys | SG SVS Post           | 0:3 (11:25, 18:25, 24:26)              |
| 08.12.2014, 19:00 | UVC Graz                    | SG Eisenerz/Trofaiach | 3:0 (25:23, 25:23, 25:21)              |

### Halbfinale
| Datum             | Team 1                   | Team 2       | Ergebnis                               |
| ----------------- | ------------------------ | ------------ | -------------------------------------- |
| 14.12.2014, 14:30 | SG SVS Post              | TSV Hartberg | 3:0 (25:20, 25:13, 25:14)              |
| 26.01.2015, 18:00 | ATSC Wildcats Klagenfurt | UVC Graz     | 3:2 (24:26, 23:25, 25:18, 25:19, 15:7) |

### Finale
| Datum             | Team 1      | Team 2                   | Ergebnis                  |
| ----------------- | ----------- | ------------------------ | ------------------------- |
| 30.01.2015, 18:00 | SG SVS Post | ATSC Wildcats Klagenfurt | 3:0 (25:22, 25:21, 25:16) |